# Ponte di Ross
Il ponte di Ross (Ross Bridge in inglese) è un ponte nel villaggio di Ross, 78 chilometri a sud di Launceston in Tasmania. Completato nel 1836, è il terzo più vecchio ponte dell'Australia tra quelli ancora esistenti. 

## Storia
Il ponte fu commissionato da Sir George Arthur, allora governatore della Terra di Van Diemen, per sostituire due ponti, costituiti da quattordici contrafforti ricoperti di legno e argilla, che si trovavano circa 100 metri a monte. Tali strutture infatti durante l'inverno diventavano inagibili a causa delle piene del fiume.
Il progetto fu affidato all'architetto e ingegnere civile John Lee Archer, che inizialmente pensò ad una struttura a cinque arcate situata a fianco dei ponti esistenti. L'ispettore dei lavori pubblici Roderick O'Connor bocciò però l'idea, pensando che la posizione attuale sarebbe stata più adatta. Archer modificò così il suo progetto realizzando un ponte a tre arcate.
I lavori iniziarono nel 1830 ma impiegarono più di cinque anni per essere completati perché inizialmente gli operai, quasi tutti detenuti, furono utilizzati dai possidenti della zona per costruire o ingrandire le proprie abitazioni. I lavori riuscirono ad essere terminati solo dopo che George Arthur incaricò Daniel Herbert e James Colbeck, due esperti muratori, della loro direzione. Anche Herbert e Colbert erano detenuti e come ricompensa del loro lavoro ricevettero la grazia.

## Descrizione
Costruito in pietra arenaria, il ponte ha una struttura ad arco a tre campate e attraversa il fiume Macquarie in corrispondenza del villaggio di Ross. È destinato al traffico stradale e pedonale e i pedoni che si trovano sulla riva del fiume possono raggiungere il livello della strada grazie a quattro scalinate poste in modo simmetrico alle estremità del ponte.
È famoso per le 186 formelle in pietra scolpite da Daniel Herbert che decorano le arcate, raffiguranti piante, animali, simboli celtici e ritratti di personalità locali e ufficiali coloniali, tra cui quello del governatore Arthur e quello di Jørgen Jørgensen 

Al di sopra dell'arcata centrale una targa ricorda che il ponte fu commissionato dal colonnello George Arthur, tenente governatore della Tasmania, e completato del 1836. 
Il ponte è il terzo più vecchio dell'Australia tra quelli ancora esistenti, superato dal ponte di Richmond anch'esso in Tasmania, costruito presso l'omonia cittadina nel 1825, e dal Ponte Lennox, costruito ne 1833 presso il sobborgo di Glenbrook della Città di Blue Mountains nel Nuovo Galles del Sud.

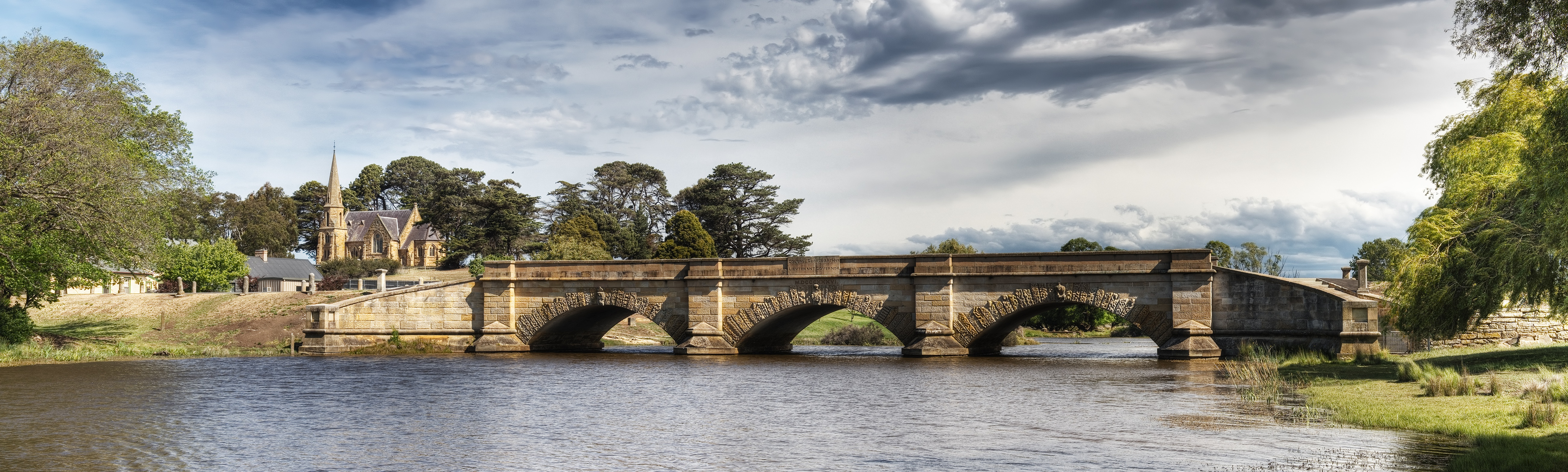
Panorama del ponte